# Unified threat management

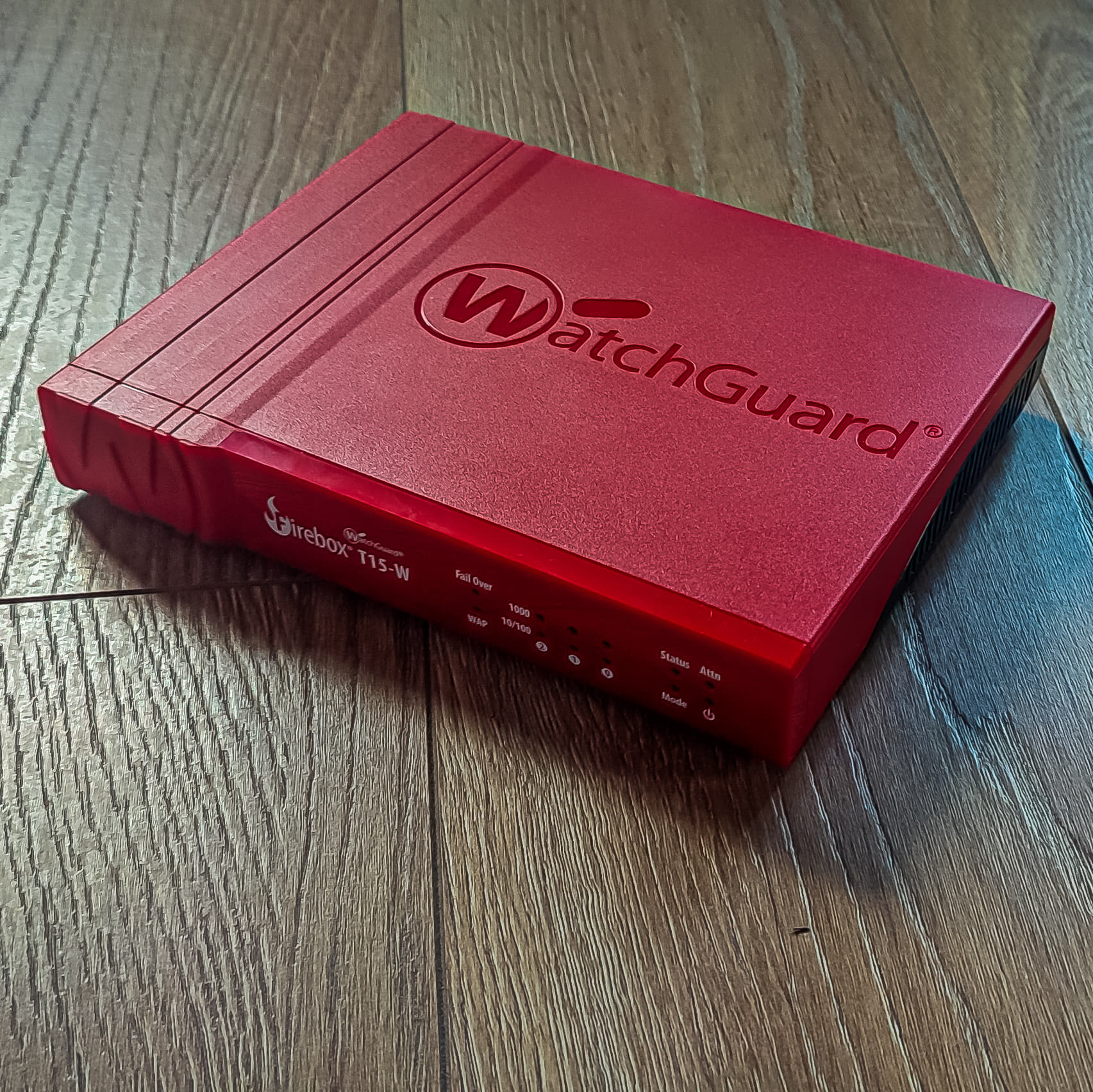
UTM Firebox T15

Unified threat management (UTM) – wielofunkcyjne zapory sieciowe zintegrowane w postaci jednego urządzenia. Większość urządzeń klasy UTM oferuje następujące funkcje:
- filtr antyspamowy,
- sieciowy filtr antywirusowy,
- wykrywanie włamań,
- filtrowanie treści,
- router,
- NAT i inne standardowe usługi sieciowe.

Wymienione usługi są oferowane wraz z subskrypcją na cykliczne aktualizacje baz filtra treści, antywirusa, systemu wykrywania włamań i filtrowania treści. Urządzenia klasy UTM pojawiły się na rynku w odpowiedzi na problemy oraz koszty jakie stwarzało zarządzanie wieloma oddzielnymi urządzeniami – zaporą sieciową, IPS itd. Wprowadzenie do obiegu terminu UTM przypisuje się Charlesowi Kologdiemu z firmy International Data Corporation.